# Staatliche Universität für Informationstechnologien, Mechanik und Optik Sankt Petersburg

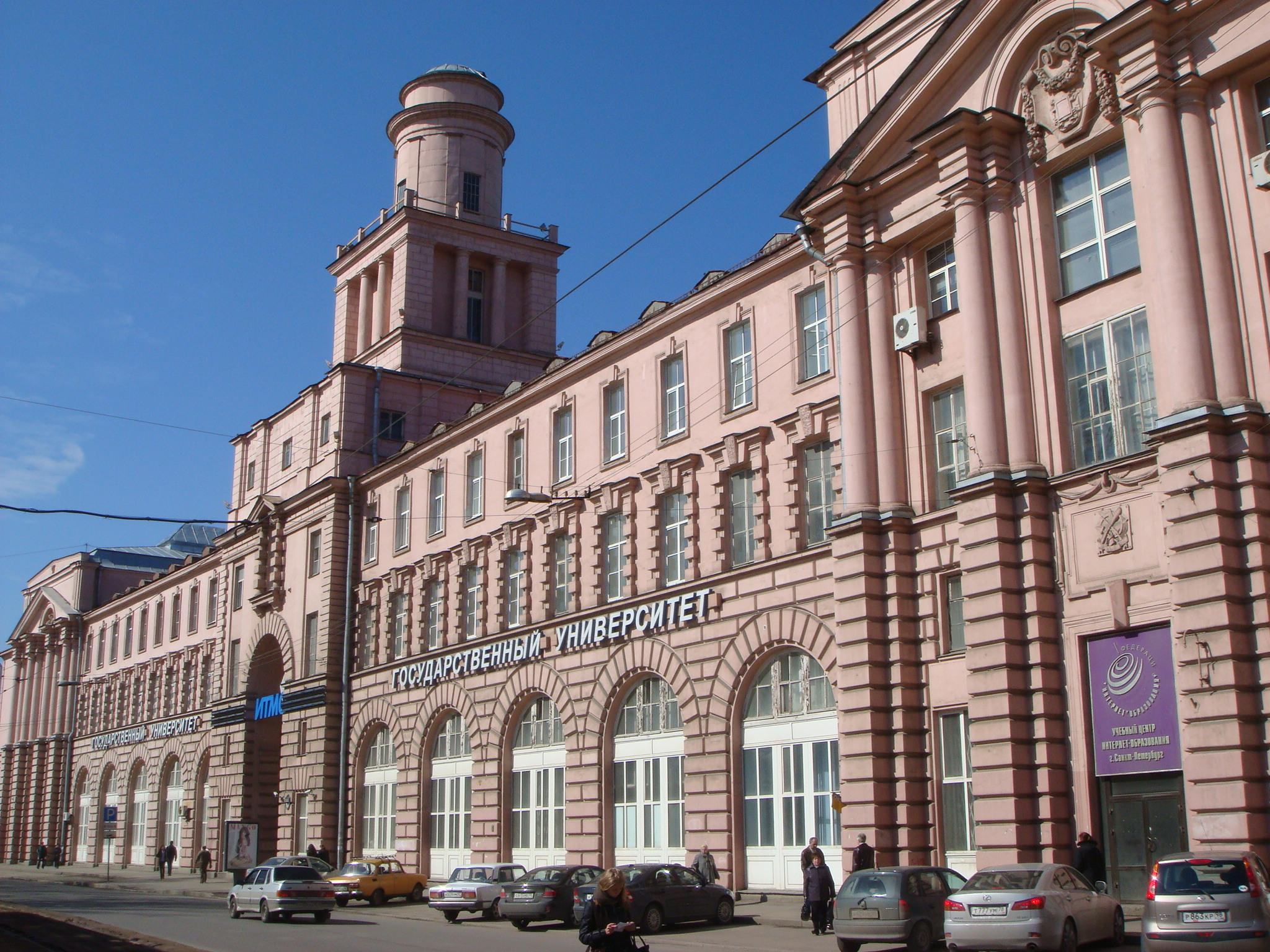
Hauptgebäude

Die Nationale Forschungsuniversität ITMO (russisch Национальный исследовательский университет ИТМО) ist eine Universität in Sankt Petersburg.
Die Gründung erfolgte im Jahr 1900. Seit 1994 hat die Bildungseinrichtung den Status einer Universität.